# 金鐘道

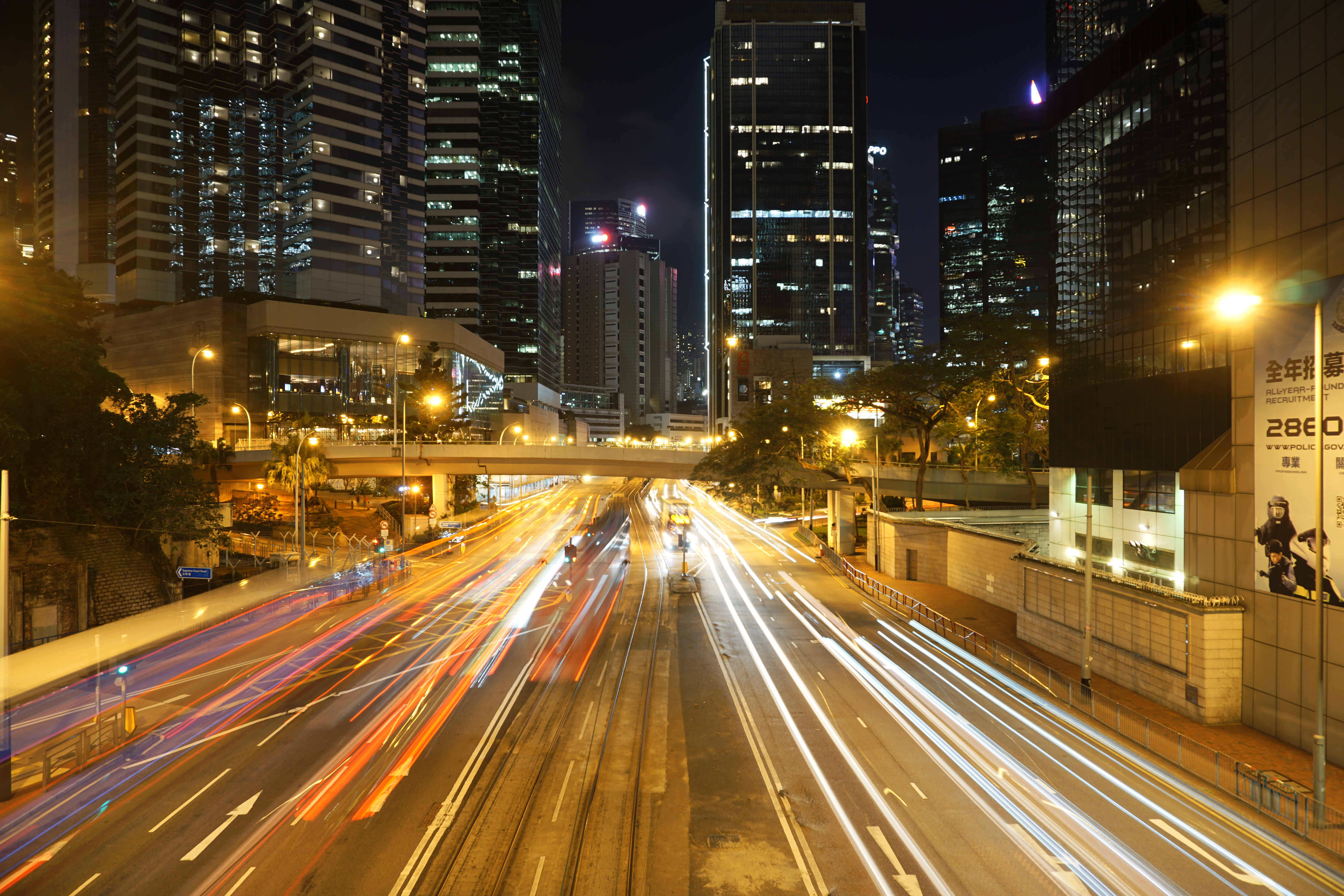
金鐘道東段

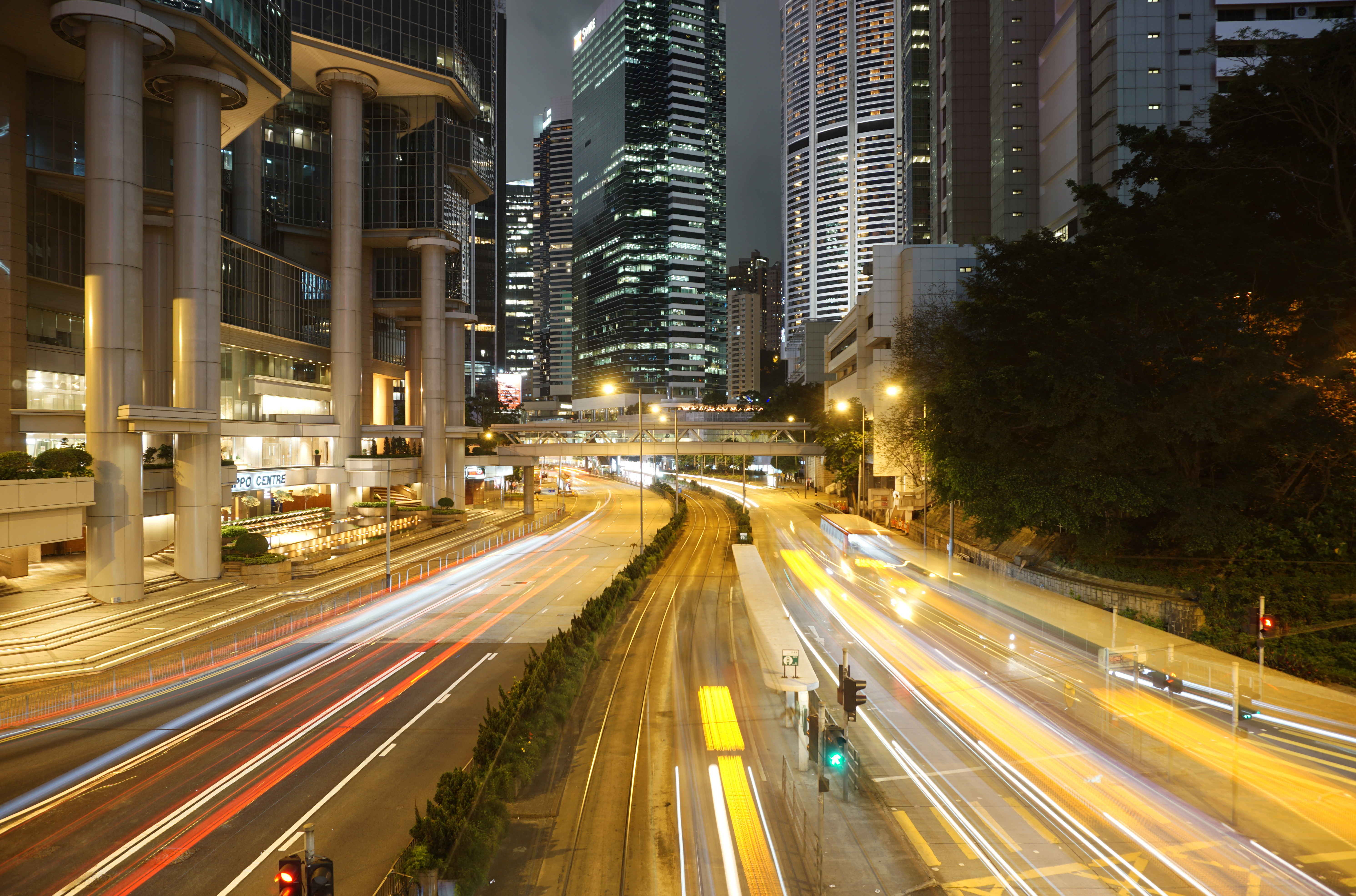
金鐘道中段

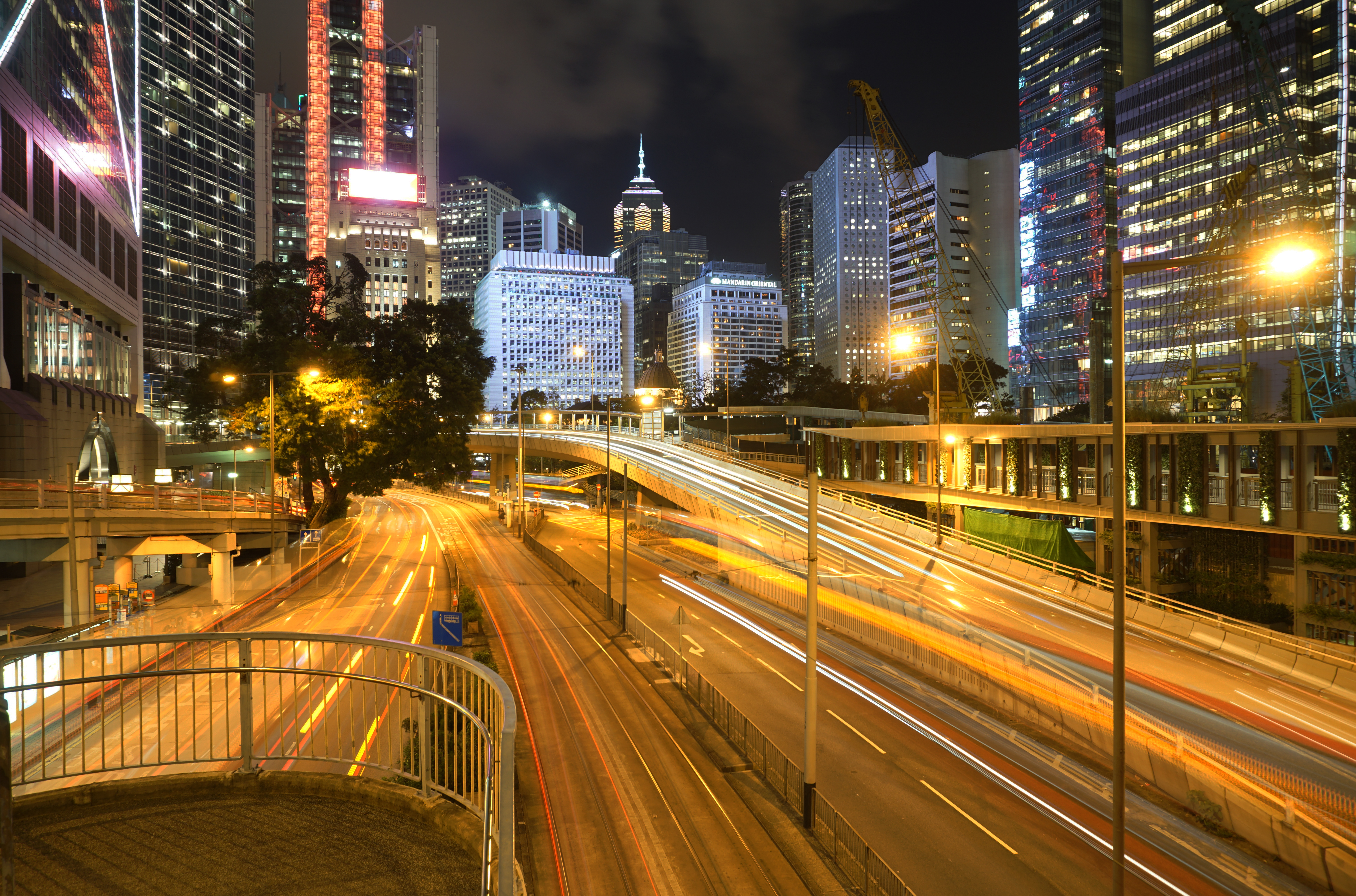
金鐘道西段

金鐘道（英語：Queensway）是香港中西區一條主要道路，位於香港島中區金鐘，長約750米。金鐘道的東面連接皇后大道東及軒尼詩道，西面連接皇后大道中及德輔道中，電車路線沿金鐘道而行。1950年代為皇后大道東的一部份，緊接皇后大道中，1968年才改稱金鐘道。

## 道路名稱
該道路其英文名「Queensway」是香港少數沒有英文後綴，以一個英文單字作為路名的道路，並以維多利亞女皇命名。其他類似個案包括荔枝角美孚新邨的百老匯街（Broadway）、中環的己連拿利（Glenealy）及堅尼地城的士美菲路（Smithfield）。

## 歷史
金鐘道於1968年之前原本是皇后大道東的一部分，所以其英文命名為Queensway。在此之前，這一段皇后大道東穿過海軍船塢及域多利兵房之間，彎多路窄，當中位於今日太古廣場旗杆的一段更被稱為「死亡彎位」。1960年代，港府與軍部達成協議，海軍基地往北遷移到新填海區，陸軍亦移交部分軍營用地予港府，使皇后大道東在金鐘的一段可以擴闊及拉直，該路段於1968年被改稱為金鐘道。而金鐘道兩旁的域多利兵房亦於1980年代逐漸發展成商業區。現在香港中銀大廈的位置，以前是美利樓，美利樓已遷往赤柱。

## 沿路著名地點
- 香港中銀大廈
- 力寶中心
- 金鐘道政府合署
- 香港高等法院
- 金鐘廊
- 金鐘站
- 太古廣場
- 統一中心

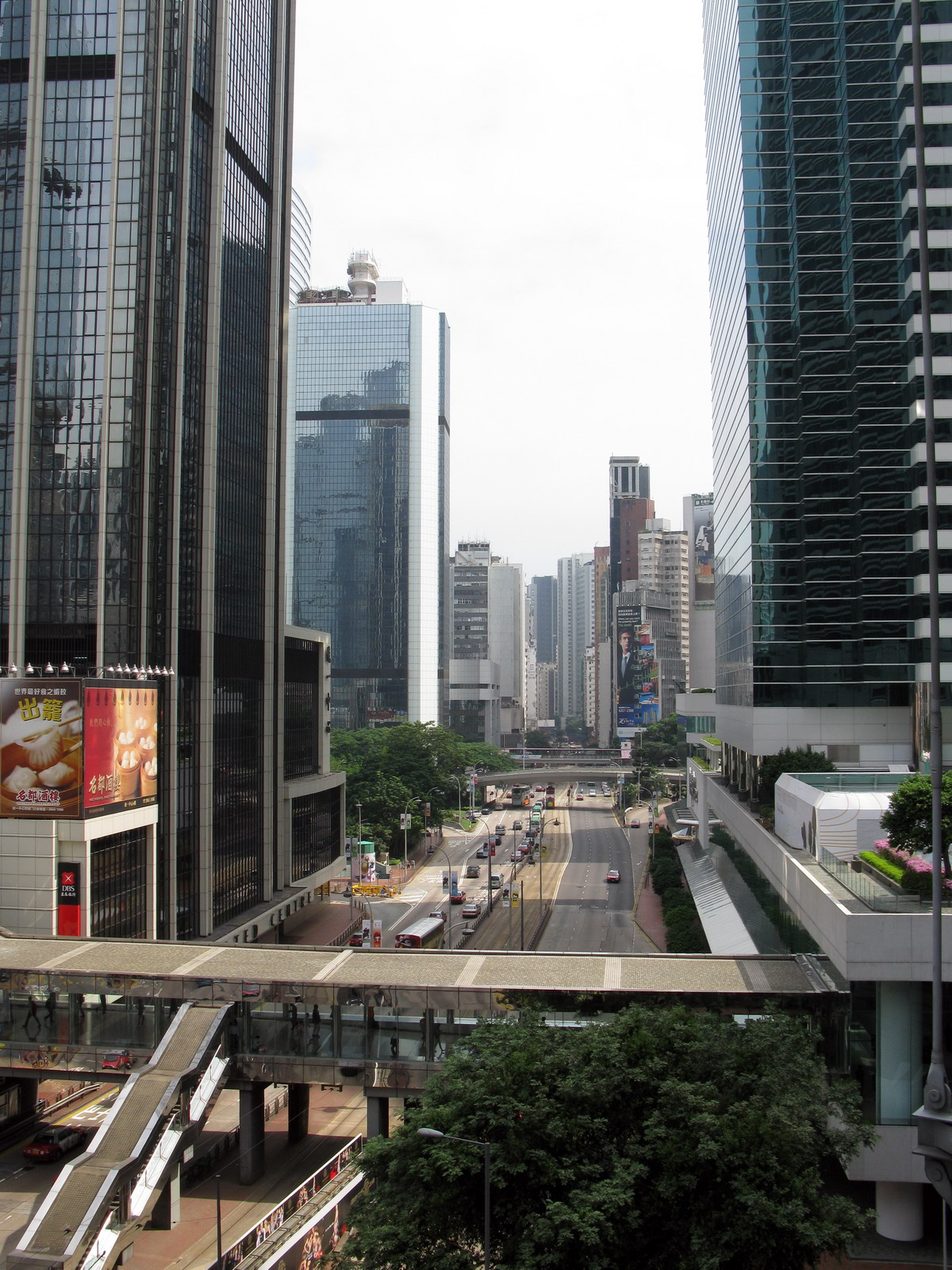
金鐘道皇后大道東方向
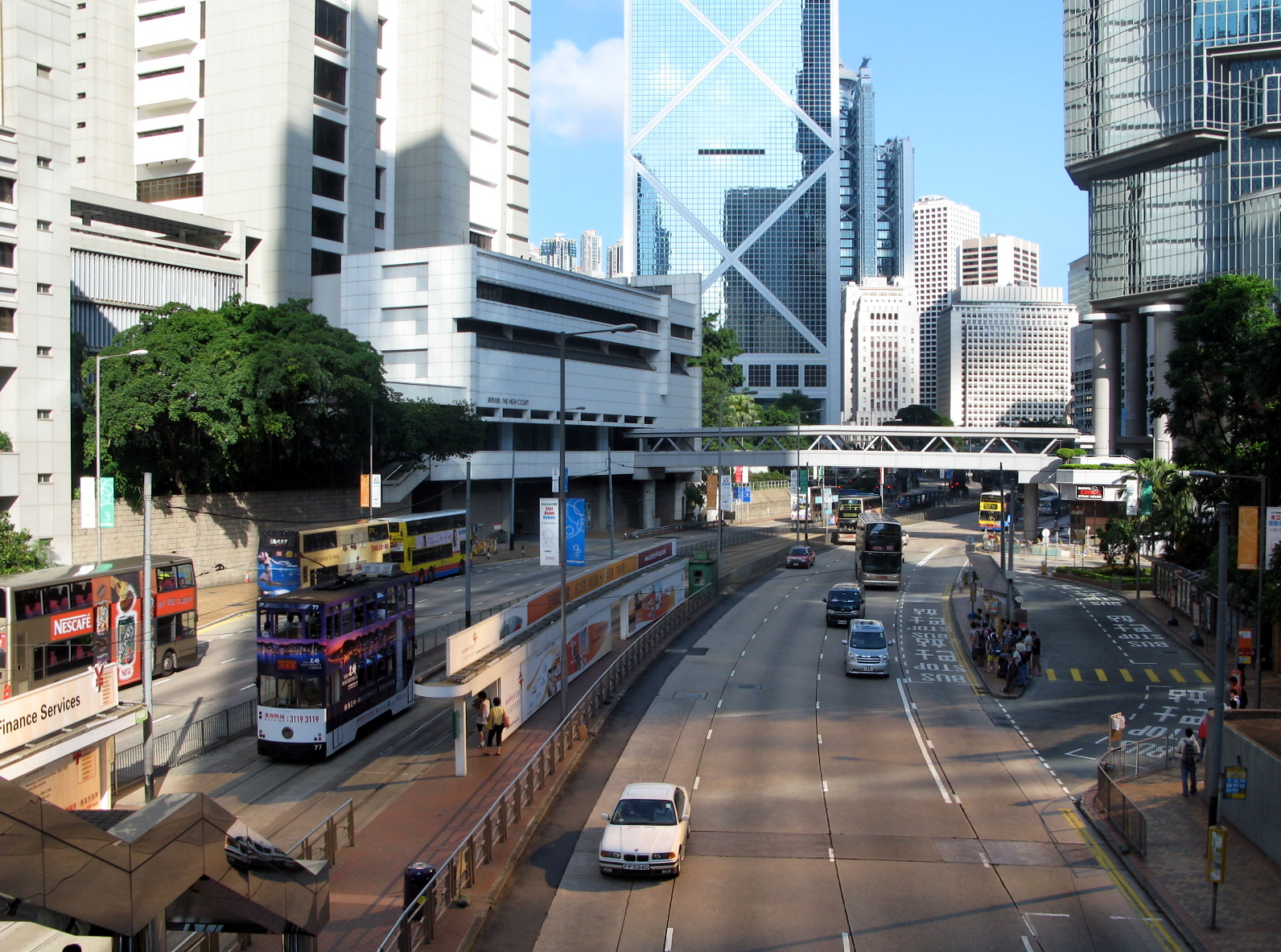
在金鐘道行人天橋上西望的中環商廈
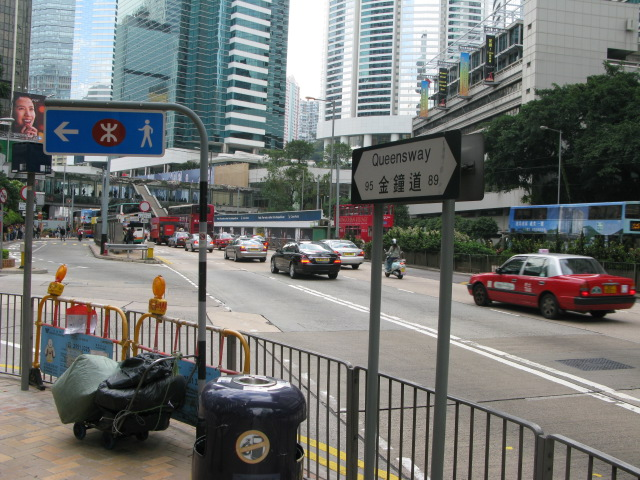
金鐘道路牌，近添馬街
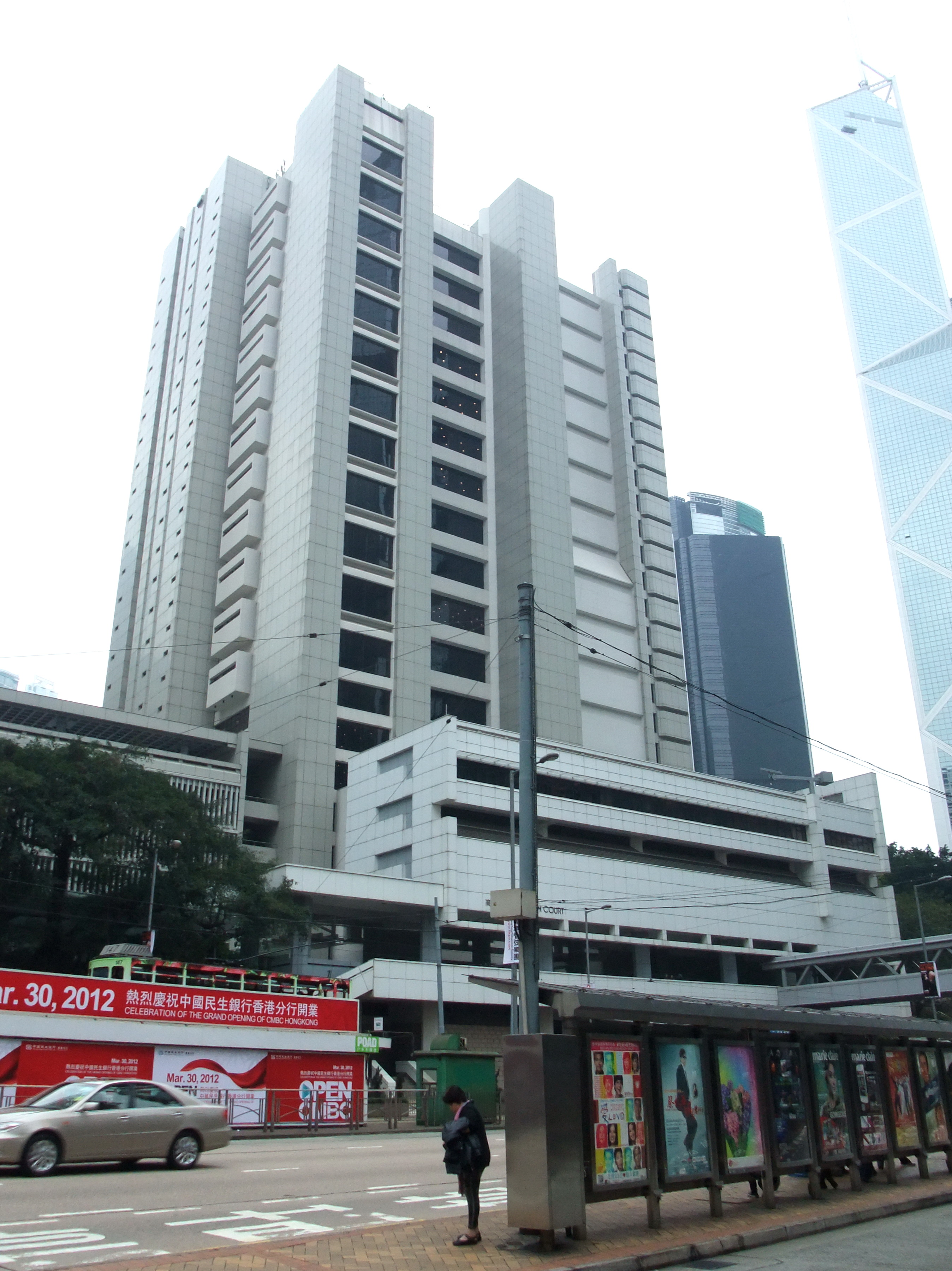
金鐘道，近香港高等法院

## 交匯道路
- 皇后大道中
- 德輔道中
- 花園道
- 美利道
- 紅棉路
- 添馬街
- 樂禮街
- 正義道
- 皇后大道東
- 軒尼詩道